# Anchon manifestum
Anchon manifestum är en insektsart som beskrevs av Capener 1972. Anchon manifestum ingår i släktet Anchon och familjen hornstritar. Inga underarter finns listade i Catalogue of Life.